# Masako Nozawa
Masako Nozawa (野沢 雅子, Nozawa Masako) (Tokio, 25 oktober 1936) is een Japans actrice en stemactrice.
Nozawa begon haar carrière als actrice op tweejarige leeftijd. Ze was getrouwd met Masaaki Tsukada, die ook als stemacteur werkte. Nozawa werd vooral bekend als de stem van Son Goku in de originele Japanse versie van de animeserie Dragon Ball.
In 1997 ontving ze de Special Award bij de 2e Animation Kobe voor haar prestaties en in 2013 won zij de Lifetime Achievement Award tijdens de 7e Seiyū Awards.
In februari 2017 kende Guinness World Records haar twee prijzen toe (beiden voor de stem van Son Goku): een voor het vertolken van een stem aan hetzelfde personage in videogames (23 jaar en 218 dagen) en de andere voor de langste tijd met hetzelfde personage in een animeserie (sinds het jaar 1986).

## Filmografie (selectie)
- GeGeGe no Kitaro (animeserie) – Kitaro
- Galaxy Express 999 (animeserie) – Tetsurō Hoshino
- Golion (animeserie) – Hiroshi Suzuishi
- Dragon Ball (animeserie) – Son Goku
- Dragon Ball Z (animeserie) – Son Goku, Son Gohan, Bardock, Son Goten, Gotenks, Vegetto
- Dragon Ball GT (animeserie) – Son Goku, Son Gohan, Son Goten, Gogeta, Son Goku Jr.
- Dragon Ball Kai (animeserie) – Son Goku, Son Gohan, Bardock, Son Goten, Gotenks, Vegetto
- Dragon Ball Super (animeserie) – Son Goku, Son Gohan, Son Goten, Gotenks, Goku Black, Vegetto
- Dragon Ball Daima (animeserie) – Son Goku, Son Gohan, Son Goten